# Кріс Валентайн
Кріс Валентайн (англ. Chris Valentine; 6 грудня 1961, м. Бельвіль, Онтаріо, Канада) — канадський хокеїст, тренер.

## Кар'єра гравця
Ігрову кар'єру Кріс почав у сезоні 1978/79 виступаючи за університетську команду Сент-Луїсу, де став найкращим бомбардиром, у 34 матчах, 71 очко. У наступному сезоні виступає вже за клуб ГЮХЛК «Сорель Еперв'є». У 1981 році задрафтований клубом НХЛ «Вашингтон Кепіталс», у складі якого відіграв 105 матчів, набрав 95 очок (43 + 42). У сезоні 1984/85 пеереїхав до Німеччини, де дванадцять сезонів відіграв у складі «Дюссельдорф ЕГ».
У Німеччині він став одним із найкращих бомбардирів набравши 963 очка (365 + 598) та  п'ять разів чемпіоном Німеччини (1990, 1991, 1992, 1993, 1996). У віці 35 років Валентайн закінчив кар'єру хокеїста.

## Кар'єра тренера
Після кар'єри гравця Кріс залишився у Дюссельдорфі та почав тренувати молодіжну команду у сезоні 1996/97, а наступного року  вже очолив першу команду «Дюссельдорф ЕГ». З повністю оновленою командою він дійшов до плей-оф, а у чвертьфіналі поступився майбутньому чемпіону «Адлер Мангейм» 0:3. 
Через фінансові проблеми Валентайн залишив «Дюссельдорф ЕГ» та перейшов до ЕВ «Ландсгут». Але знову не пощастило, новий клуб мав так само проблеми фінансового плану, але він отримує запрошення на посаду головного тренера від Ленса Нетері генерального менеджера клубу «Адлер Мангейм». Клуб у регулярному сезоні посів п'яту сходинку, а у плей-оф зазнав поразки у чвертьфіналі від «Кассель Хаскіс» 2:3. 
Сезон 2001/02 і знову новий клуб, цього разу «Крефельдські Пінгвіни». Через непорозуміння з керівництвом команди залишав клуб ще у середині сезону.
У грудні 2006 року Валентайн очолив клуб Австрійської хокейної ліги «Лінц Блек-Вінгс», але покинув клуб, ще до кінця сезону.
Після цього працює одним із менеджерів у столичномі клубі «Айсберен Берлін».

## Особисте життя
У Кріса є донька Аманда 1990 року народження, у 2003 році була чемпіонкою серед юніорок у фігурному катанні.